# Теке (езеро)
Теке (на казахски: Теке; на руски: Теке) е горчиво-солено езеро в Северен Казахстан, в източната част на Североказахстанска област.
Езерото Теке заема дъното на котловина, намираща се в южната част на Ишимска равнина (част от Западносибирската равнина), на 22 – 29 m н.в. Площ 265 km², която е силно изменчива през годината, а с нея се изменя и нивото му. Бреговете му са високи и стръмни, на места силно разчленени, с малки острови край тях. Цялото езеро е обградено от обширни солончаци. Средна дълбочина 0,5 m, максимална 1 m. Има предимно снежно, отчасти грунтово (подземно) подхранване. От изток в него се вливат малките реки Толдъгай и Тлеусай. През лятото се извършва промишлен добив на сол.